# Philodendron brasiliense
Philodendron brasiliense är en kallaväxtart som beskrevs av Adolf Engler. Philodendron brasiliense ingår i släktet Philodendron och familjen kallaväxter. Inga underarter finns listade.